# Neuville-Saint-Rémy
Neuville-Saint-Rémy é uma comuna francesa na região administrativa de Altos da França, no departamento do Norte. Estende-se por uma área de 2.37 km². Em 2010 a comuna tinha 3 832 habitantes (densidade: 1 616,9 hab./km²).